# Clase Virginia (1906)
La clase Virginia fueron unos acorazados tipo pre-dreadnought, construidos por la Armada de los Estados Unidos a principios de la década de 1900. La clase estaba conformada por cinco embarcaciones: Virginia, Nebraska, Georgia, New Jersey y Rhode Island. Estaban armados con una batería ofensiva mixta de cuatro cañones calibre 305 mm y ocho de 203 mm, montados en una disposición poco común, con cuatro de los cañones de 203 mm colocados encima de los cañones de 305 mm. La disposición resultó ser un fracaso, ya que los cañones de 203 mm no podían ser disparados de manera independiente de los cañones de 305 mm sin interferir con estos últimos. Además, al momento en que los Virginia entraron a servicio, los primeros acorazados de grandes cañones, como el HMS Dreadnought británico, estaban cerca de ser completados, lo que volvió obsoletas a las embarcaciones de baterías mixtas como la clase Virginia.
A pesar de esto, las embarcaciones tuvieron carreras activas. Las cinco embarcaciones formaron parte del crucero de la Gran Frota Blanca, de 1907 a 1909. De 1909 en adelante, sirvieron como caballos de batalla con la flota del Atlántico llevando a cabo ejercicios de entrenamiento y mostrando presencia militar en Europa y Centroamérica. Al estallar conflictos militares en varios países centroamericanos, las embarcaciones participaron en acciones de patrullaje en la región. La más importante fue la intervención estadounidense en la Revolución Mexicana, durante la ocupación de Veracruz, en abril de 1914.
Durante la participación de los Estados Unidos en la Primera Guerra Mundial, los navíos clase Virginia fueron usados para el entrenamiento de marinos de la flota en expansión por tiempos de guerra. En septiembre de 1918, comenzaron a escoltar convoyes a Europa, sin embargo, el conflicto terminó dos meses después con la rendición de Alemania. Después de la guerra, fueron usados para regresar de Francia a los soldados, y después como buques escuela. El tratado naval de Washington, que ordenaba reducciones mayores en el armamento naval, recortó la carrera de las embarcaciones. El Virginia y el New Jersey fueron hundidos en pruebas de bombardeo en 1923, y las otras tres embarcaciones fueron desguazadas como chatarra a finales del mismo año. 

## Antecedentes
La victoria de los Estados Unidos en la guerra hispano-estadounidense en 1898, tuvo un impacto dramático en el diseño de los acorazados como resultado del papel de la flota, ya que se había resuelto la cuestión de su función, es decir, si debería centrarse en la defensa costera, o en operaciones en alta mar. La capacidad de la flota para realizar operaciones ofensivas en el extranjero, demostró la necesidad de una poderosa flota de acorazados. Como resultado, el Congreso de los Estados Unidos estuvo dispuesto a autorizar la construcción de embarcaciones más grandes: los Virginia, de los cuales tres fueron autorizados el 3 de marzo de 1899, y dos más el 7 de junio de 1900, con un desplazamiento propuesto para las cinco embarcaciones de 13 500 toneladas largas, un incremento significativo sobre los diseños anteriores. El trabajo inicial de diseño, que comenzó con un memorándum emitido el 12 de julio de 1898, pedía un acorazado basado en la clase Maine, que estuviera armado con cuatro cañones de 305 mm, dieciséis de 152 mm, y diez de 76 mm, protegidos por un cinturón blindado tipo Krupp de 305 mm, y capaz de navegar a 18.5 nudos (34.3 km/h).
Las discusiones por el desplazamiento proyectado y el armamento, detuvieron cualquier trabajo hasta octubre de 1899. El capitán Charles O'Neill defendió una batería mixta de cañones de 305 y 203 mm con torretas superpuestas, mientras que Phillip Hichborn, jefe constructor de la Oficina de Construcción y Reparaciones, prefería un diseño de 13 000 toneladas largas armado de manera uniforme con cañones de 254 mm en lugar de una batería mixta. Se tomó la decisión de adoptar la batería mixta, ya que los cañones de 203 mm eran capaces de penetrar el blindaje medio que protegía la batería secundaria de los acorazados extranjeros. El capitán Royal Bradford, jefe de la Oficina de Equipamiento, sugirió que los 18.5 nudos serían suficientes, sin embargo O'Neill exigió 20 nudos (37 km/h); se llegó a un arreglo para requerir un mínimo de 19 nudos (35 km/h). Este arreglo produjo dos variables: «A», que colocó los cañones de 203 mm en cuatro torretas dobles en la sección media de los navíos al igual que la clase Indiana, y «B», que colocaba dos de las cuatro torretas encima de las torretas de 305 mm, como en la clase Kearsarge. El diseño «A» incluía dieciséis cañones de 152 mm en casamatas, mientras que «B» solo tenía doce.
La Junta de Construcción favoreció inicialmente el diseño «A», aunque un oficial de la Junta rechazó el diseño tan enérgicamente que el secretario de la Armada ordenó que se formara una junta más extensa para examinar los dos diseños. Se agregaron a la junta ocho oficiales de línea; este grupo favoreció las torretas superpuestas del diseño «B». Uno de estos oficiales, el contraalmirante Albert Baker, sugirió construir las tres primeras embarcaciones con el diseño «A», y las otras dos con el diseño «B». La junta apoyó inicialmente la idea, pero el jefe de la Oficina de Artillería lo rechazó en favor de un diseño uniforme. El secretario de la Armada convocó a una tercera junta para resolver el problema, y diez de los doce miembros votaron por el diseño «B». El diseño final fue aprobado el 5 de febrero de 1901.
Las torretas superpuestas resultaron ser muy problemáticas; la disposición había sido concebida inicialmente para ahorrar peso y permitir que los cañones de disparo rápido de 203 mm disparasen durante el tiempo de recarga necesario para los cañones de mayor calibre. Para cuando los clase Virginia entraron en servicio, los cañones de gran calibre, con propulsores sin humo y de disparo rápido, habían reducido el tiempo entre disparos de 180 a 20 segundos. Los cañones de 203 mm ya no podían disparar a su máxima velocidad sin interferir con los cañones de 305 mm, debido a que la conmoción y los gases calientes interrumpirían a la tripulación de abajo. Adicionalmente, el HMS Dreadnought británico, el primer acorazado de grandes cañones, entró en servicio a finales de 1906, poco después que los clase Virginia, y los dejó obsoletos de un solo golpe.

## Diseño

### Características generales
Las embarcaciones de la clase Virginia tenían 133 m de eslora en la línea de flotación y, 134.49 m de eslora total. Tenían una manga de 23.24 m, un calado de 7.24 m, un desplazamiento de 14 948 toneladas largas según su diseño, y de 16 094 toneladas largas a carga máxima. Los navíos tenían una altura metacéntrica alta, que los volvía inestables incluso en aguas moderadas. La dirección se controlaba con un solo timón. Tal y como fueron construidas, las embarcaciones fueron equipadas con un par de mástiles militares pesados con cofas de combate, pero fueron reemplazados por mástiles de celosía en 1909. Contaban con tripulaciones de 40 oficiales y 772 hombres.

### Propulsión
Las embarcaciones eran propulsadas por motores de vapor de expansión triple de dos ejes con una potencia de 19 000 caballos de fuerza (14 000 kW). El vapor era generado por calderas de tubos de agua alimentadas con carbón; el Virginia y el Georgia fueron equipados con veinticuatro calderas Niclausse, mientras que las otras tres embarcaciones recibieron doce calderas Babcock & Wilcox. Estaban canalizadas en tres chimeneas en la sección media de las embarcaciones. Los motores generaban una velocidad máxima de 19 nudos (35 km/h). Para 1919, las calderas Niclausse del Virginia y del Georgia fueron reemplazadas por doce calderas Babcock & Wilcox. Las embarcaciones cargaban 1955 toneladas largas de carbón, lo que les permitía navegar a vapor en un radio de crucero de 3825 millas náuticas (7084 km) a una velocidad de 10 nudos (19 km/h). En servicio, podían navegar 4860 millas náuticas (9000 km). Los navíos estaban equipados con generadores eléctricos con una potencia combinada de 500 kilovatios (670 hp).

### Armamento

Torreta posterior del Georgia

Estaban armados con una batería principal de cuatro cañones calibre 305 mm/40 en dos torretas dobles en la línea central, una en popa y otra en la proa. Los cañones disparaban proyectiles de 390 kg a una velocidad de salida de 730 m/s. Las torretas eran de montaje serie 5, que les permitía recargar en cualquier ángulo de elevación. Estos montajes podían elevarse a 20º e inclinarse hasta -7º. Cada cañón se suministraba con sesenta proyectiles.
La batería secundaria consistía en ocho cañones calibre 203 mm/45 serie 6, y doce cañones calibre 152 mm/50 serie 6. Los cañones de 203 mm estaban montados en cuatro torretas dobles; dos estaban superpuestas sobre las torretas de la batería principal, y las otras dos al frente de la chimenea delantera. Los cañones de 203 mm eran del tipo serie 6, y disparaban proyectiles de 120 kg a una velocidad de salida de 840 m/s. Eran subministrados con 125 proyectiles por cañón. Los cañones de 152 mm estaban colocados en casamatas en el casco, y disparaban proyectiles de 48 kg a una velocidad de salida de 850 m/s.
Para la defensa a corta distancia contra buques torpederos, cargaban doce cañones calibre 76 mm/50 montados en casamatas a lo largo del costado del casco, y doce cañones de 3 libras. Como estándar en los buques capitales de ese periodo, los clase Virginia contaban cuatro tubos lanzatorpedos de 533 mm, sumergidos a los costados del casco. Fueron equipados inicialmente con el diseño Bliss-Leavitt serie 1, pero fueron rápidamente reemplazados con la serie 2, diseñada en 1905. La serie 2 era subministrada con ojivas de 94 kg y tenían un alcance de 3200 mm a una velocidad de 26 nudos (48 km/h).

### Blindaje

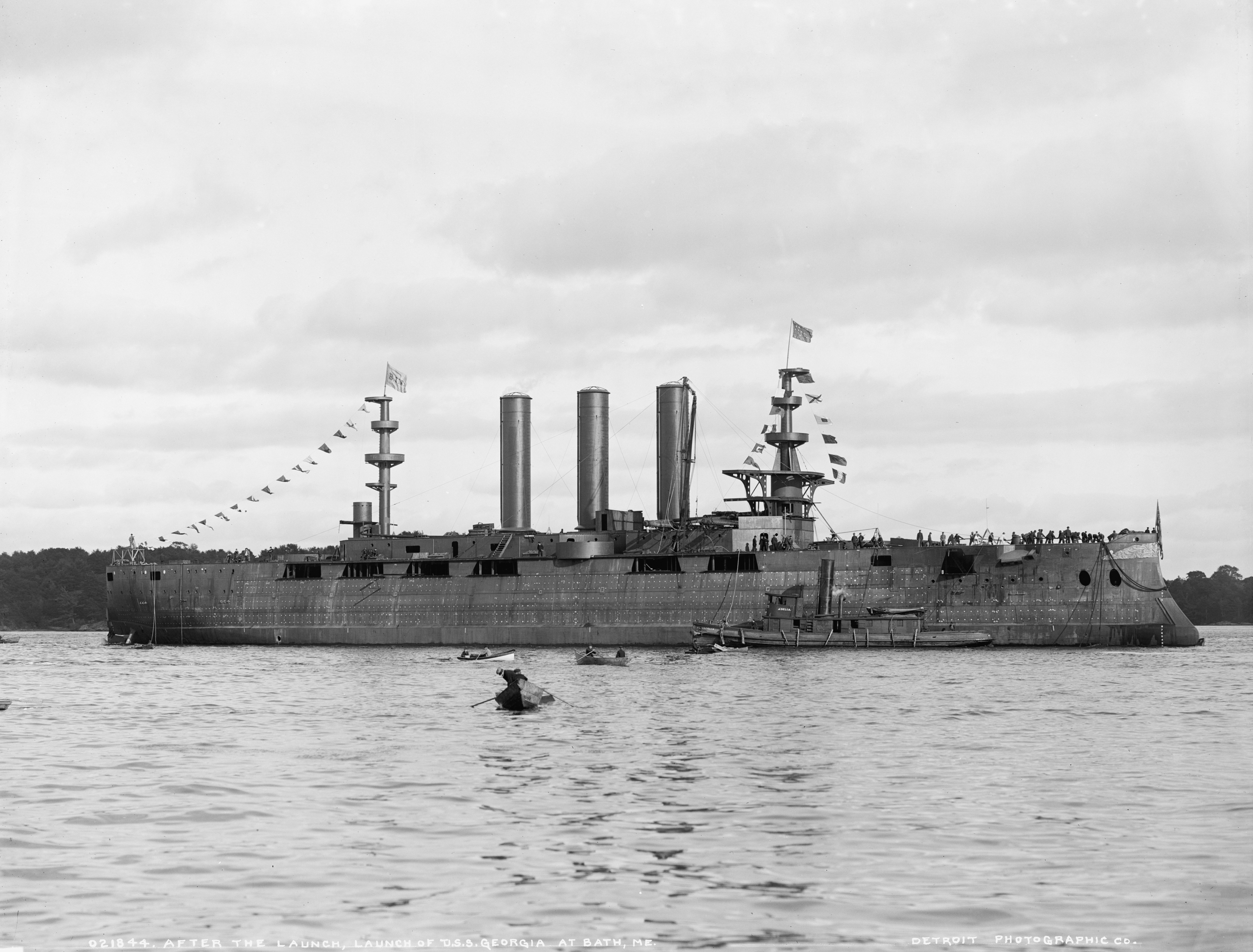
El Georgia después de su botadura

El cinturón blindado era de 279 mm de grosor en los compartimentos de los pañoles y la maquinaria, y de 203 mm en el resto de las embarcaciones. Se extendía .91 m por encima de la línea de flotación, y 1.5 m por debajo. Las torretas de la batería principal y de las torretas secundarias que estaban encima tenían frentes de 305 mm de grosor, y 51 mm en sus techumbres. Los costados de las torretas de la batería principal eran de 203 mm de grosor, mientras que en las torretas superpuestas la protección fue reducida a 152 mm. Las barbetas de apoyo tenían una placa de blindaje de 254 mm. Las dos torretas de cintura tenían frentes de 170 mm de grosor, 152 mm a los costados y 51 mm en sus techumbres. Placas de 152 mm de grosor protegían los cañones en casamatas. La torre de mando tenía costados de 230 mm de grosor y 51 mm en su techumbre. El blindaje en las cubiertas de las embarcaciones tenía un grosor de entre 38 a 76 mm y estaba inclinado a los costados para conectar el borde inferior con el cinturón principal.

## Embarcaciones
| Nombre       | Número de casco | Astillero                 | Puesta de quilla     | Botado                  | Asignado                 | Dado de baja         | Destino                                                                                                 |
| ------------ | --------------- | ------------------------- | -------------------- | ----------------------- | ------------------------ | -------------------- | --- |
| Virginia     | BB-13           | Newport News Shipbuilding | 21 de mayo de 1902   | 5 de abril de 1904      | 7 de mayo de 1906        | 13 de agosto de 1920 | Convertido en barco objetivo y hundido el 5 de septiembre de 1923 en Cabo Hatteras, Carolina del Norte  |
| Nebraska     | BB-14           | Moran Brothers Shipyard   | 4 de julio de 1902   | 7 de octubre de 1904    | 1 de julio de 1907       | 2 de julio de 1920   | Vendido como chatarra                                                                                   |
| Georgia      | BB-15           | Bath Iron Works           | 31 de agosto de 1901 | 11 de octubre de 1904   | 24 de septiembre de 1906 | 15 de julio de 1920  | Vendido como chatarra                                                                                   |
| New Jersey   | BB-16           | Fore River Shipyard       | 3 de mayo de 1902    | 10 de noviembre de 1904 | 12 de mayo de 1906       | 6 de agosto de 1920  | Convertido en barco objetivo y hundido el 5 de septiembre de 1923 en Diamond Shoals, Carolina del Norte |
| Rhode Island | BB-17           | Fore River Shipyard       | 1 de mayo de 1902    | 17 de mayo de 1904      | 19 de febrero de 1906    | 30 de junio de 1920  | Vendido como chatarra. Su campana se conserva en el Capitolio del estado de Rhode Island.               |

## Historial de servicio

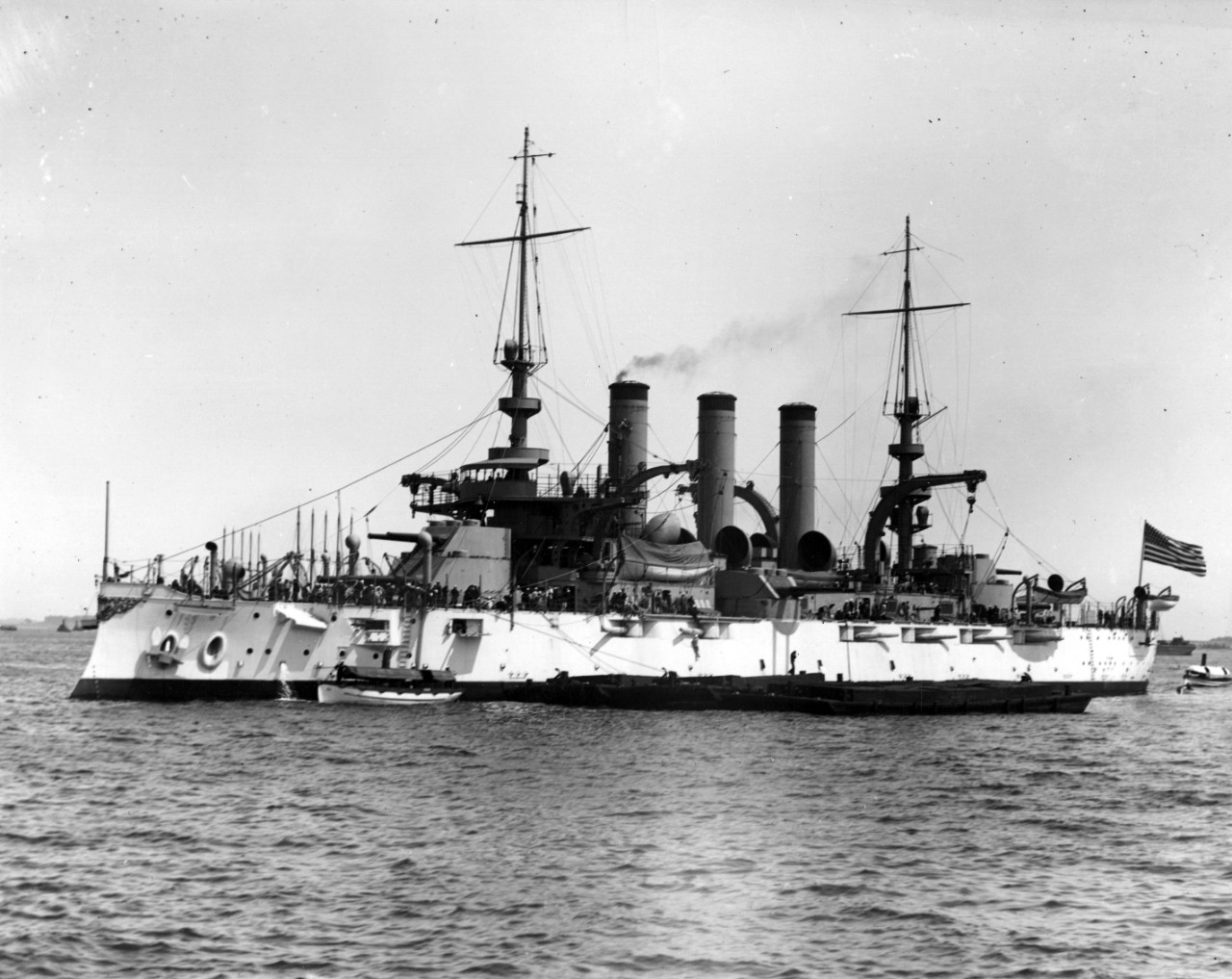
El New Jersey finalizado

Las cinco embarcaciones de la clase sirvieron con la flota del Atlántico en la mayoría de sus carreras. En 1907,el Virginia, el Georgia y el New Jersey participaron en la feria de Jamestown, para conmemorar el 300 aniversario de la fundación de la colonia de Jamestown. Los cinco acorazados participaron en el crucero de la Gran Flota Blanca, de 1907 a 1909, aunque el Nebraska, que había sido construido en la costa este de los Estados Unidos se unió a la flota después de haber llegado a California, en 1908. El 16 de diciembre de 1907, la flota dejó Hampton Roads y navegó al sur, rodeó Sudamérica y regresó al norte, hacia la costa oeste de Estados Unidos. Las embarcaciones cruzaron entonces el Pacífico y se detuvieron en Australia, las Filipinas, y Japón antes de atravesar el océano Índico. Transitaron por el canal de Suez y navegaron por el Mediterráneo antes de cruzar el Atlántico para arribar a Hampton Roads el 22 de febrero de 1909, para una revista naval con el presidente Theodore Roosevelt.
Las embarcaciones comenzaron una rutina de entrenamiento de tiempos de paz en la costa Este de Estados Unidos y el Caribe, que incluía entrenamiento de artillería en los cabos de Virginia, cruceros de entrenamiento en el Atlántico y ejercicios invernales en aguas de Cuba. A finales de 1909, el Virginia, el Georgia y el Rhode Island visitaron Francia y algunos puertos británicos. A lo largo de sus carreras, disturbios políticos en algunos países centroamericanos llevaron a Estados Unidos a enviar a los navíos a proteger sus intereses en la región. El New Jersey fue enviado a Cuba para ayudar en la pacificación cubana, en apoyo al gobierno del presidente Tomás Estrada Palma. Las cinco embarcaciones se involucraron en la Revolución Mexicana, cuando Estados Unidos intervino para proteger a sus ciudadanos que vivían en el país, culminando con la ocupación del puerto de Veracruz, en abril de 1914. El New Jersey también fue enviado a proteger intereses estadounidenses en Haití, y en los disturbios en República Dominicana, en 1914.

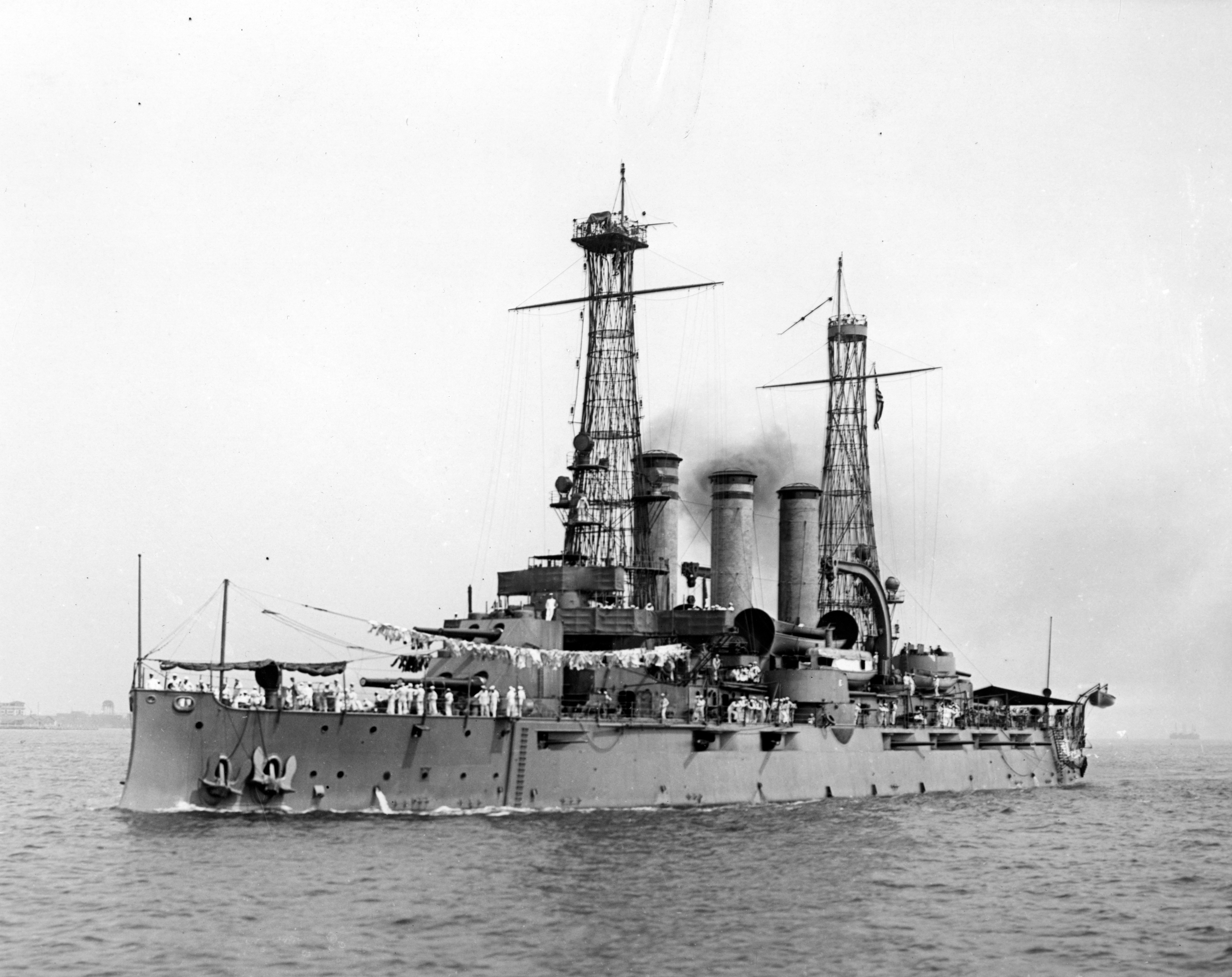
El Nebraska partiendo de Nueva York, julio de 1910

En julio de 1914, estalló la Primera Guerra Mundial en Europa; Estados Unidos se mantuvo neutral los primeros tres años de la guerra. Las tensiones con Alemania llegaron a un punto crítico a comienzos de 1917, después de la campaña alemana de guerra submarina indiscriminada, en la que fueron hundidos algunos barcos mercantes estadounidenses en aguas europeas. El 6 de abril de 1917, Estados Unidos declaró la guerra a Alemania. Las embarcaciones clase Virginia fueron usadas inicialmente para entrenar artilleros y personal de cuarto de máquinas que serían necesarios para la flota en rápida expansión por tiempos de guerra. Empezando septiembre de 1918, las embarcaciones comenzaron a ser usadas como escolta de convoyes que transportaban soldados a Francia, hasta que esta tarea fue interrumpida por el armisticio que Alemania firmó en noviembre. Con el fin de año, los clase Virginia fueron usados para transportar a los soldados estadounidenses de vuelta de Francia, hasta mediados de 1919.
Las embarcaciones, totalmente obsoletas en este momento, fueron conservadas brevemente durante el periodo posguerra antes de ser dadas de baja. El Nebraska, el Georgia y el Rhode Island fueron transferidos a la flota del Pacífico, con la última embarcación fungiendo como buque insignia del 1.er Escuadrón, aunque todas quedaron fuera de servicio para 1920. Bajo los términos del Tratado naval de Washington, firmado en 1922, fueron descartadas como parte del programa de limitación de armamento naval. El Virginia y el New Jersey fueron hundidos como barcos objetivo frente al cabo Hatteras, en Carolina del Norte, por bombarderos de la armada bajo la supervisión del general William Mitchell, en septiembre de 1923. Las otras tres embarcaciones fueron vendidas como chatarra en noviembre de ese mismo año.